# Millichope Park
Millichope Park est une maison de campagne du XIXe siècle à Munslow, dans le Shropshire, en Angleterre, à environ 8 km au sud-est de Church Stretton.
La maison est construite dans le style néo-grec entre 1835 et 1840 par l'architecte Edward Haycock Sr. de Shrewsbury pour le révérend Norgrave Pemberton, recteur de Church Stretton. Construit en pierre de taille selon un plan rectangulaire, il s'agit d'un bâtiment de deux étages avec une façade à cinq fenêtres. L'entrée est un portique à fronton soutenu par six piliers ioniques. La maison est classée Grade II * et se dresse sur 90 hectares (220 acres) de parc paysager.
Un temple commémoratif dans le parc est également classé Grade II *. Construit par George Steurt, il a un dôme en plomb soutenu par huit pilastres ioniques et est un cénotaphe commémoratif de la famille More.

## Histoire

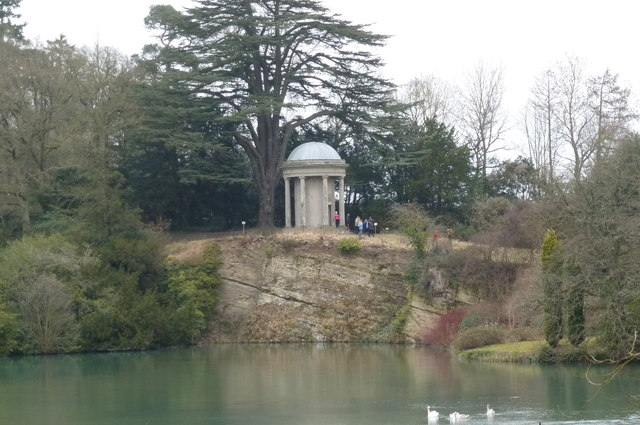
Temple du jardin

En 1544, la famille More achète le manoir de Lower Millichope. Thomas More, qui hérite du domaine en 1689, entreprend la création du parc d'agrément environnant. Sa fille et héritière Catherine laisse le domaine à son cousin Robert Pemberton, après quoi il est passe au révérend R. Norgrave Pemberton. Il remplace la maison d'origine par la maison actuelle, la laissant en 1848 à son propre cousin Charles Orlando Childe, qui a ensuite changé son nom de famille en Childe Pemberton (et est haut shérif du Shropshire en 1859). Ce dernier, après avoir apporté des améliorations au domaine d'agrément, le passe à son fils, qui vend le domaine en 1896 au capitaine HJ Beckwith, dans la famille duquel il reste par la suite.
Lindsay Bury (senior) et sa femme Diana (Moynet) élèvent leurs enfants Frank et Nancy à Millichope. Frank part combattre pendant la Seconde Guerre mondiale et est tué lors du débarquement de Normandie. Lindsay senior quitte ensuite la maison, croyant que c'est la fin de son utilisation comme une «maison familiale». Entre 1948 et 1962, la maison est utilisée par le conseil du comté de Shropshire comme internat secondaire (ou «camp») pour garçons, abritant environ 60 élèves. Lorsque le bail de l'école expire, Lindsay Bury (Jnr) décide de reprendre la maison familiale en main. En 1970, Lindsay et Sarah Bury restaurent, remodèlent et réduisent la taille de la maison : le parc est également restauré en même temps. En 1998, Lindsay Claude Neils Bury de Millichope Park est haut shérif du comté .
Les propriétaires actuels, Frank et Antonia Bury, ont entrepris un projet de restauration des rares serres curvilignes des années 1830 du domaine .